# Saint-Geniez-d’Olt
Saint-Geniez-d’Olt war eine französische Gemeinde im Département Aveyron mit 2.032 Einwohnern (Stand 1. Januar 2022) in der Region Okzitanien. Sie gehörte zum Kanton Lot et Palanges im Arrondissement Rodez. Die Gemeinde Saint-Geniez-d’Olt wurde am 1. Januar 2016 mit Aurelle-Verlac zur Commune nouvelle Saint Geniez d’Olt et d’Aubrac zusammengeschlossen.

## Geografie
Saint-Geniez-d’Olt liegt im Zentralmassiv am Fuß des Monts d’Aubrac und am Fluss Lot, etwa 34 Kilometer ostnordöstlich von Rodez. 
Umgeben wurde die Gemeinde Saint-Geniez-d’Olt von den Nachbargemeinden Aurelle-Verlac im Norden, Pomayrols im Nordosten und Osten, La Capelle-Bonance im Osten und Südosten, Saint-Saturnin-de-Lenne im Südosten, Saint-Martin-de-Lenne im Süden, Pierrefiche im Südwesten, Sainte-Eulalie-d’Olt im Westen sowie Prades-d’Aubrac im Nordwesten.

## Bevölkerungsentwicklung
| Jahr      | 1962 | 1968 | 1975 | 1982 | 1990 | 1999 | 2006 | 2012 |
| --------- | ---- | ---- | ---- | ---- | ---- | ---- | ---- | ---- |
| Einwohner | 2387 | 2287 | 2169 | 2092 | 1988 | 1841 | 1996 | 1983 |

## Sehenswürdigkeiten
- Konvent der Pénitentier mit Augustinerkapeller aus dem 14. Jahrhundert, seit 1926/1931 Monument historique
- Kirche Saint-Geniez aus dem 18. Jahrhundert, seit 1931/1990 Monument historique
- Hospiz, seit 1979 Monument historique
- Hôtel Le Ravieux (Monument historique seit 1979) und Hôtel Ricard (Monument historique seit 1996)
- Brücke über den Lot

## Persönlichkeiten
- Jean Pestré (1723–1821), Theologe
- Joseph Higonet (1771–1806), Offizier
- Philippe Higonet (1782–1859), Offizier
- Denis-Antoine-Luc de Frayssinous (1765–1841), Redner und Titularbischof
- François Chabot (1756–1794), Priester